# Дифференциальное уравнение Дарбу
Дифференциальное уравнение Дарбу — Дифференциальное уравнение следующего вида
{\displaystyle M(x,y)dx-L(x,y)dy+N(x,y)(xdy-ydx)=0}
где {\displaystyle M(x,y)}, {\displaystyle L(x,y)} и {\displaystyle N(x,y)} — многочлены переменных {\displaystyle x} и {\displaystyle y}.,
Нормальная (разрешённая относительно производной) форма этого уравнения имеет вид
{\displaystyle y'(x)={\frac {yN(x,y)-M(x,y)}{xN(x,y)-L(x,y)}},}
которая также может иметь набор особых точек,,
которые удовлетворяют следующей системе
{\displaystyle {\begin{cases}yL(x,y)-xM(x,y)=0\\L=xN(x,y)\end{cases}}}

## Решение уравнения

### Общий случай.[1]
Поскольку уравнение Дарбу является обобщением уравнения Риккати (например, если положить {\displaystyle N(x,y)=L(x,y)=1}, {\displaystyle M(x,y)=P_{2}(x)y^{2}+P_{1}(x)y+P_{0}(x)}), решение его, вообще говоря, не может быть выражено в квадратурах. Уравнение Дарбу может быть решено в тех случаях, когда найдено достаточное количество различных частных решений, которые являются несократимыми многочленами {\displaystyle {\check {P}}_{i}(x,y)}, {\displaystyle 1\leqslant i\leqslant p}. Обозначим далее {\displaystyle m=\max(\deg M,\deg L,\deg N)}.

##### Случай 1.
Если {\displaystyle p\geqslant {\frac {1}{2}}m(m+1)+2}, общее решение необходимо искать в форме {\displaystyle u(x,y)=C}, где {\displaystyle u(x,y)=\prod _{i=1}^{p}{g(x,y,z)^{\alpha _{i}}}}, {\displaystyle g_{i}(x,y,z)={\check {P}}_{i}\left({\frac {x}{z}},{\frac {y}{z}}\right)z^{\deg {\check {P}}_{i}}}, {\displaystyle \alpha _{i}} — числа, находимые методом неопределённых коэффициентов, а переменная {\displaystyle z} в этом произведении сокращается.

##### Случай 2.
Если {\displaystyle p={\frac {1}{2}}m(m+1)+1}, данное уравнение Дарбу допускает нахождение интегрирующего множителя, который имеет такую же форму, как и произведение {\displaystyle u(x,y)}, обозначенное выше.

### Однородный случай.
Если многочлены {\displaystyle M(x,y)}, {\displaystyle L(x,y)} и {\displaystyle N(x,y)} исходного уравнения являются однородными и при этом {\displaystyle M(x,y)} и {\displaystyle L(x,y)} имеют одинаковые степени, решение может быть найдено в квадратурах и для этого существует чёткий алгоритм.
Обозначим {\displaystyle \deg M=\deg L=k}, {\displaystyle \deg N=n}. Если {\displaystyle k-n=1}, исходное уравнение является однородным по аргументу и решается таким же образом, как и указано далее.
Подстановка в уравнение {\displaystyle y(x)=xt(x)} приводит к уравнению Бернулли относительно обратной функции {\displaystyle x=x(t)}.
Поскольку {\displaystyle M(x,y)}, {\displaystyle L(x,y)} и {\displaystyle N(x,y)} — однородные многочлены степеней {\displaystyle k}, {\displaystyle k} и {\displaystyle n} соответственно, существуют многочлены {\displaystyle \mu (t)}, {\displaystyle \lambda (t)} и {\displaystyle \nu (t)} такие, что
{\displaystyle M(x,y)=x^{k}\mu \left({\frac {y}{x}}\right)=x^{k}\mu (t)}, {\displaystyle L(x,y)=x^{k}\lambda \left({\frac {y}{x}}\right)=x^{k}\lambda (t)}, и {\displaystyle N(x,y)=x^{n}\nu \left({\frac {y}{x}}\right)=x^{n}\nu (t)}.
Подставив всё в исходное уравнение, получим {\displaystyle xt'(x)={\frac {x^{n+1}t\nu (t)-x^{k}\mu (t)}{x^{n+1}\nu (t)-x^{k}\nu (t)}}-t={\frac {x^{k}{\big (}\lambda (t)-\mu (t){\big )}}{x^{n+1}\nu (t)-x^{k}\lambda (t)}}={\frac {\lambda (t)-\mu (t)}{x^{n+1-k}\nu (t)-\lambda (t)}}}.
Если {\displaystyle k-n=1} полученное уравнение есть уравнение с разделяющимися переменными. В противном случае по теореме о производной обратной функции
{\displaystyle x'(t)+{\frac {\lambda (t)}{\lambda (t)-\mu (t)}}x(t)={\frac {\nu (t)}{\lambda (t)-\mu (t)}}{\big (}x(t){\big )}^{n+2-k}}.
Полученное уравнение является уравнением Бернулли.

## Обобщённое уравнение Дарбу
Уравнение, имеющее вид
{\displaystyle \phi \left({\frac {y}{x}}\right)dx+\psi \left({\frac {y}{x}}\right)dy+x^{k}\chi \left({\frac {y}{x}}\right)(xdy-ydx)=0},
называется обобщённым (однородным) уравнением Дарбу, где функции {\displaystyle \phi ({\frac {y}{x}})=\phi (t)}, {\displaystyle \psi ({\frac {y}{x}})=\psi (t)} и {\displaystyle \chi ({\frac {y}{x}})=\chi (t)} — произвольные.
Данное уравнение также может быть сведено к уравнению Бернулли тем же методом, что и описан выше. Подстановка {\displaystyle y(x)=xt(x)} приводит к уравнению
{\displaystyle {\big (}\phi (t)+t\psi (t){\big )}dx+{\big (}x\psi (t)+x^{k+2}\chi (t){\big )}dt=0},
или, в форме, разрешённой относительно производной,
{\displaystyle x'(t)+{\frac {\psi (t)}{\phi (t)+t\psi (t)}}x(t)+{\frac {\chi (t)}{\phi (t)+t\psi (t)}}{\big (}x(t){\big )}^{k+2}=0},
которое либо допускает разделение переменных при {\displaystyle k=-2}, либо во всех остальных случаях есть уравнение Бернулли относительно {\displaystyle x=x(t)}.